# Hellspawn (historietas)
Hellspawn es un derivado del cómic Spawn. Fue originalmente escrito por Brian Michael Bendis e ilustrado por Ashley Wood. La primera edición se publicó en agosto de 2000. Ocasionalmente el escritor Steve Niles y el dibujante Ben Templesmith participaron como suplentes, pero a partir del número 11 al 16, Niles y Templesmith quedarían a cargo, respectivamente.
Cronológicamente, los sucesos ocurren con los eventos ligados hasta Spawn #100, pero la ficción se aleja inmediatamente de la historia original, la trama describe historias con un ambiente más oscuro que la serie principal, presenta un estilo de metaficción desarrollado por un gran número de personajes demoníacos que obran con violencia. Historias oscuras; historias terribles como tristes..., de negras obras, cada personaje tiene un trauma propio, un vacío existencial que lo hace incompleto.

## Historia
La historia tiene lugar tras el asesinato de Malebolgia por Spawn, en la que se convierte en el señor del octavo nivel, junto a HEL la antigua amante de Malebolgia, a partir del número 13, titulado "Hellworld" (Mundo infierno I), Spawn permanecerá en el infierno o elegirá su antiguo estilo de vida.

## Personajes

### Spawn / Al Simmons
Una vez, el soldado más dedicado en el mejor operativo del gobierno de Estados Unidos. Al Simmons fue asesinado por sus propios hombres y mandado al infierno. Ahí, acordó con Malebolgia guiar al ejército del infierno en el próximo Armagedón, a cambio de la oportunidad de estar con su amada esposa Wanda. El sucio acuerdo mandó a Simmons cinco años después a la Tierra, para encontrar a su viuda felizmente casada con su mejor amigo Terry Fitzgerald, y con una adorable hija de nombre Cyan, que Simmons fue incapaz de darle. 
Despojado de su vida e identidad, ahora es conocido como Spawn, y vive en las sombras de los callejones de Rat City, donde lucha por entender sus retorcidas circunstancias... Su mente busca venganza, su corazón ha sido traicionado, su cuerpo tiene poderes que a menudo no puede controlar y sus aliados están más allá de su entendimiento.

### Clown
Un ser metamórfico con sus propios planes, que aparece como un payaso para enmascarar su identidad como Violator, (uno de los cinco hermanos Phlebiac), actualmente es un demonio del infierno. Su función es ser un guía para el Hellspawn atado a la Tierra.

## Capítulos
La historieta está constituida por un total de 16 tomos, el primero de los cuales se publicó en agosto del 2000 y el último en abril del 2003, no llegó a terminarse la aventura, pues en los Estados Unidos dejó de publicarse.

### The Clown I
| N.º | Título original | Guionista                        | Letra                           | Portadista  | Colorista   | Entintado   | Dibujante   |
| --- | --------------- | -------------------------------- | ------------------------------- | ----------- | ----------- | ----------- | ----------- |
| #01 Agosto de 2000 | The Clown I     | Brian Michael Bendis Steve Niles | Oscar Gongora Richard Starkings | Ashley Wood | Ashley Wood | Ashley Wood | Ashley Wood |
| Resumen: Clown regresa a la vida de Spawn. En el pasado, la esfera de influencia de Clown había incluido solo a Simmons y a los que lo rodeaban; pero ahora Clown interfiere en la vida de personas normales, personas cuyas vidas están en un momento de crisis. Después de enterarse de la manipulación de personas inocentes por parte de Clown. Spawn demanda saber su propósito y motivaciones, pero Clown solo juega y no le responde ninguna de sus preguntas; en vez de eso, insiste en que Simmons conoce las respuestas. Mientras tanto, dos desamparados, Fastbender y Hertz, discuten la inminente guerra entre el cielo y el infierno. |                 |                                  |                                 |             |             |             |             |

### The Clown II
| N.º | Título original                                                                                                | Guionista            | Letra                           | Portadista  | Colorista   | Entintado   | Dibujante   |
| --- | --- | -------------------- | ------------------------------- | ----------- | ----------- | ----------- | ----------- |
| #02 Septiembre de 2000 | The Clown II (enlace roto disponible en Internet Archive; véase el historial, la primera versión y la última). | Brian Michael Bendis | Oscar Gongora Richard Starkings | Ashley Wood | Ashley Wood | Ashley Wood | Ashley Wood |
| Resumen: Así que no crees en nada, ¿Pero en nada de nada? ...la cosa es, que podría convencerte. ¡PODRIA CONVENCERTE DE QUE HAY UN INFIERNO! | |                      |                                 |             |             |             |             |

### Odiame
| N.º | Título original                                                                                           | Guionista            | Letra                           | Portadista  | Colorista   | Entintado   | Dibujante   |
| --- | --- | -------------------- | ------------------------------- | ----------- | ----------- | ----------- | ----------- |
| #03 Octubre de 2000 | Hate Me (enlace roto disponible en Internet Archive; véase el historial, la primera versión y la última). | Brian Michael Bendis | Oscar Gongora Richard Starkings | Ashley Wood | Ashley Wood | Ashley Wood | Ashley Wood |
| Resumen: Spawn: Te lo preguntare una vez más. ¿Qué les haces a estas personas? Clown: Quiero arrancarte la cara... oh, ¡Vamos, Simmons! solo son personas cuyas vidas de mierda ayudó a finiquitar. | |                      |                                 |             |             |             |             |

### Te odio
| N.º | Título original                                                                                            | Guionista            | Letra                           | Portadista  | Colorista   | Entintado   | Dibujante   |
| --- | --- | -------------------- | ------------------------------- | ----------- | ----------- | ----------- | ----------- |
| #04 Noviembre de 2000 | Hate You (enlace roto disponible en Internet Archive; véase el historial, la primera versión y la última). | Brian Michael Bendis | Oscar Gongora Richard Starkings | Ashley Wood | Ashley Wood | Ashley Wood | Ashley Wood |
| Resumen: Spawn está dispuesto a enfrentar a Clown, para pedirle cuentas por las vidas de las personas que ayudó a enviar al infierno. Mientras tanto, el controversial reverendo Gary Danes, se ha valido de su cargo para cometer pecados mortales, y ahora pretende organizar una campaña racista en contra de todo aquel que sea negro, judío o gay. | |                      |                                 |             |             |             |             |

### Vendiendo miedo
| N.º | Título original                                                                                                | Guionista            | Letra                           | Portadista  | Colorista   | Entintado   | Dibujante   |
| --- | --- | -------------------- | ------------------------------- | ----------- | ----------- | ----------- | ----------- |
| #05 Enero de 2001 | Selling Fear (enlace roto disponible en Internet Archive; véase el historial, la primera versión y la última). | Brian Michael Bendis | Oscar Gongora Richard Starkings | Ashley Wood | Ashley Wood | Ashley Wood | Ashley Wood |
| Resumen: Hertz: ¿No crees... espera, no crees que si Gengis Kan estuviera vivo... caminando por la tierra hoy... no crees que nos enterraría? Fastbender: "Yo soy el castigo de Dios." Hertz: Eh... Fastbender: Esto es lo que Gengis Kan anuncio a la gente mientras estaba a la puerta de la Mezquita de Bujara. Hertz: Oh, okey, me espantaste por un segundo. Fastbender: Se paró frente a la ciudad derrotada, extendió los brazos y les dijo: "Si no hubieran creado grandes pecados, Dios no habría enviado un castigo como yo sobre ustedes". Fastbender: El gran Gengis Kan, de hecho, nació con el nombre de Temüjin. Cuando apenas tenía nueve años... Solo nueve años... su padre, un jefe menor, fue envenenado por otra tribu local llamada los Tatar, justo frente a los ojos del joven Kan. Hertz: ¿Los Tatar? Fastbender: El joven Kan vio morir a su padre justo frente a sus ojos, y luego se crio él mismo hasta ser un cazador y un hombre. Hizo alianzas...fuertes alianzas en el camino. Y en su madurez unió a varias tribus gradualmente... varias tribus bajo su firme control, y fue tras los Tatar. Y fue inmisericorde. La conquista fue tan completa, que los Tatar simplemente dejaron de existir, y cuando terminó... simplemente continuo. Conquistó tribu tras tribu y ciudad tras ciudad. Y déjame decirte algo, amigo mío, no eran ovejas las que llevaba a la batalla. Estos eran hombres que cuando se enfrentaban a lo largo de vastas regiones áridas, se sustentaban con la sangre de sus propios caballos... Hertz: ¿Qué? Fastbender: Haciendo pequeñas cortadas en su piel, y chupándola mientras cabalgaban. Hertz: Estás mintiendo. Fastbender: La verdadera grandeza del Kan era que, con cada conquista, absorbía el conocimiento y utilidades del pueblo conquistado y las aplicaba a la cultura y máquina de guerra mongola. Hertz: Y dices que este tipo... Kan, es el ángel de la muerte. Fastbender: Si, El Hellspawn. | |                      |                                 |             |             |             |             |

### Las grandes ligas
| N.º | Título original                                                                                                   | Guionista                        | Letra                           | Portadista  | Colorista   | Entintado   | Dibujante   |
| --- | --- | -------------------------------- | ------------------------------- | ----------- | ----------- | ----------- | ----------- |
| #06 Febrero de 2001 | The Big Leagues (enlace roto disponible en Internet Archive; véase el historial, la primera versión y la última). | Brian Michael Bendis Steve Niles | Oscar Gongora Richard Starkings | Ashley Wood | Ashley Wood | Ashley Wood | Ashley Wood |
| Resumen: Para demostrarle a su amada cuánto la quiere, un lunático y obsesionado romeo realiza un acto ruin y reprobable..., mientras que la ciudad de Nueva York es la sede del encuentro entre Spawn y las criaturas celestiales, que han venido para pedirle una explicación por la muerte de la cazadora Angela... ¿De qué lado luchará el Hellspawn ahora que Malebolgia y Angela no existen? | |                                  |                                 |             |             |             |             |

### Arrojar
| N.º                                  | Título original                                                                                        | Guionista                        | Letra                           | Portadista  | Colorista   | Entintado   | Dibujante   |
| ------------------------------------ | --- | -------------------------------- | ------------------------------- | ----------- | ----------- | ----------- | ----------- |
| #07 Abril de 2001                    | Shed (enlace roto disponible en Internet Archive; véase el historial, la primera versión y la última). | Brian Michael Bendis Steve Niles | Oscar Gongora Richard Starkings | Ashley Wood | Ashley Wood | Ashley Wood | Ashley Wood |
| Resumen: Sam Burke y Twitch Williams | |                                  |                                 |             |             |             |             |

### La puerta suicida
| N.º | Título original | Guionista                        | Letra                           | Portadista  | Colorista   | Entintado   | Dibujante   |
| --- | --- | -------------------------------- | ------------------------------- | ----------- | ----------- | ----------- | ----------- |
| #08 Mayo de 2001 | The Suicide Gate (enlace roto disponible en Internet Archive; véase el historial, la primera versión y la última). | Brian Michael Bendis Steve Niles | Oscar Gongora Richard Starkings | Ashley Wood | Ashley Wood | Ashley Wood | Ashley Wood |
| Resumen: Spawn se enfrenta a la metamorfosis, a la fusión entre cuerpo, traje y lo que le queda de alma; pero debe darse prisa, ya que el infierno planea su venganza con una invasión de daimons. Mientras tanto, el sustituto de Jason Wynn retoma la agencia ultra/secreta y se prepara para acabar con Spawn de una vez por todas, y para este propósito cuenta con la ayuda no tan voluntaria de un Cy-Gor. | |                                  |                                 |             |             |             |             |

### Cadenas
| N.º               | Título original                                                                                          | Guionista                        | Letra                           | Portadista                  | Colorista                   | Entintado                   | Dibujante                   |
| ----------------- | --- | -------------------------------- | ------------------------------- | --------------------------- | --------------------------- | --------------------------- | --------------------------- |
| #09 Junio de 2001 | Chains (enlace roto disponible en Internet Archive; véase el historial, la primera versión y la última). | Brian Michael Bendis Steve Niles | Oscar Gongora Richard Starkings | Ashley Wood Ben Templesmith | Ashley Wood Ben Templesmith | Ashley Wood Ben Templesmith | Ashley Wood Ben Templesmith |
| Resumen:          | |                                  |                                 |                             |                             |                             |                             |

### Enfrentamiento
| N.º | Título original | Guionista                        | Letra                           | Portadista  | Colorista   | Entintado   | Dibujante   |
| --- | --------------- | -------------------------------- | ------------------------------- | ----------- | ----------- | ----------- | ----------- |
| #10 Noviembre de 2001 | Clash           | Brian Michael Bendis Steve Niles | Oscar Gongora Richard Starkings | Ashley Wood | Ashley Wood | Ashley Wood | Ashley Wood |
| Resumen: El enfrentamiento entre Cy-Gor y Spawn ha comenzado, desatándose una batalla impresionante ante los ojos del reportero Mike Moran, quien, tras apenas escapar de la escena, va a un bar a calmarse y comentar ante los oídos atentos de los clientes bizarros, que ya sabe por qué nadie vive más en Rat City. Mientras tanto, los planes de posesión de oscuros poderes Energía oscura Materia oscura rinden fruto para comenzar a arrebatar el trono del infierno a Spawn. |                 |                                  |                                 |             |             |             |             |

### Conflictos de interés
| N.º | Título original | Guionista                        | Letra                           | Portadista  | Colorista                   | Entintado                   | Dibujante                   |
| --- | --- | -------------------------------- | ------------------------------- | ----------- | --------------------------- | --------------------------- | --------------------------- |
| #11 Febrero de 2002 | Conflicts of Interest (enlace roto disponible en Internet Archive; véase el historial, la primera versión y la última). | Brian Michael Bendis Steve Niles | Oscar Gongora Richard Starkings | Ashley Wood | Ashley Wood Ben Templesmith | Ashley Wood Ben Templesmith | Ashley Wood Ben Templesmith |
| Resumen: La batalla final contra Cy-Gor inicia, pero! Hellspawn no intenta esquivar el violento ataque. Lo recibe de frente. La ira de esta bestia, el sufrimiento de este monstruo es el resultado del impensado y graso error de Al Simmons. Merece el dolor. Merece la venganza por las terribles cosas que Simmons le hizo a otros. Buen soldado, buen esposo. Todo significa nada si por dentro hay un alma oscura que cortaría una garganta en un respiro. | |                                  |                                 |             |                             |                             |                             |

### Llamenla HEL
| N.º | Título original                                                                                                | Guionista                        | Letra                           | Portadista                  | Colorista                   | Entintado                   | Dibujante                   |
| --- | --- | -------------------------------- | ------------------------------- | --------------------------- | --------------------------- | --------------------------- | --------------------------- |
| #12 Marzo de 2002 | Call Her Hel (enlace roto disponible en Internet Archive; véase el historial, la primera versión y la última). | Brian Michael Bendis Steve Niles | Oscar Gongora Richard Starkings | Ashley Wood Ben Templesmith | Ashley Wood Ben Templesmith | Ashley Wood Ben Templesmith | Ashley Wood Ben Templesmith |
| Resumen: La joven Eden, siente la sangre vaciándose de su cuerpo por sus heridas autoinfligidas, siente al bebe en su joven vientre... y recuerda estar muerta... y algo arrastrándose hacia dentro de ella. Ninguna alma viviente que describa el día en que la niña serpiente nació de una chica muerta. El corazón del hombre es el lugar en el que habita el Diablo. A veces siento el infierno dentro de mí. Por: Sir Thomas Browne, (La religión de un médico). | |                                  |                                 |                             |                             |                             |                             |

### Mundo infierno I
| N.º | Título original                                                                                               | Guionista                        | Letra                           | Portadista                  | Colorista                   | Entintado                   | Dibujante                   |
| --- | --- | -------------------------------- | ------------------------------- | --------------------------- | --------------------------- | --------------------------- | --------------------------- |
| #13 Mayo de 2002 | Hellworld I (enlace roto disponible en Internet Archive; véase el historial, la primera versión y la última). | Brian Michael Bendis Steve Niles | Oscar Gongora Richard Starkings | Ashley Wood Ben Templesmith | Ashley Wood Ben Templesmith | Ashley Wood Ben Templesmith | Ashley Wood Ben Templesmith |
| Resumen: Hel: Déjame entrar, Hellspawn, y el mundo se expandirá hacia algo más maravilloso de lo que hayas podido imaginar. Observa el mundo como podría ser y un día será... Así es como vivo en la mente del hombre, tan terrible como hermoso... Pervertido... Bello... Familiar. | |                                  |                                 |                             |                             |                             |                             |

### Mundo infierno II
| N.º | Título original                                                                                                | Guionista   | Letra | Portadista      | Colorista       | Entintado       | Dibujante       |
| --- | --- | ----------- | ----- | --------------- | --------------- | --------------- | --------------- |
| #14 Diciembre de 2002 | Hellworld II (enlace roto disponible en Internet Archive; véase el historial, la primera versión y la última). | Steve Niles |       | Ben Templesmith | Ben Templesmith | Ben Templesmith | Ben Templesmith |
| Resumen: Al inicio el Hellspawn se siente extrañadamente cómodo en el trono del infierno, pero pronto se enferma del vil hedor de la maldad. ¿Es este infierno un mundo de ilusión o realidad? Spawn aún no está seguro, mientras la astuta Hel trata de persuadirlo para que asuma el papel que está destinado a desempeñar: Jurado y verdugo. Mientras recuerda su sombrío pasado, el Hellspawn no es capaz de juzgar a otros. Sin embargo, Hel tiene una fétida y supurante ánima más para que Spawn la juzgue, y esta podría serle difícil de resistir. | |             |       |                 |                 |                 |                 |

### Mundo infierno III
| N.º | Título original | Guionista   | Letra | Portadista      | Colorista       | Entintado       | Dibujante       |
| --- | --------------- | ----------- | ----- | --------------- | --------------- | --------------- | --------------- |
| #15 Febrero de 2003 | Hellworld III   | Steve Niles |       | Ben Templesmith | Ben Templesmith | Ben Templesmith | Ben Templesmith |
| Resumen: Hel intenta hasta lo imposible para engañar al Hellspawn y hacerlo perder la paciencia para desatar el increíble poder y violencia de la cual es capaz. Él se mantiene firme hasta que aparece una de sus más despreciables víctimas: Billy Kincaid. Edén, la joven que se suicidó, encara al Hellspawn y lo acusa de ser un inconsciente y cómplice de su propia muerte, con una historia que lo hace cuestionar más los motivos de Hel. |                 |             |       |                 |                 |                 |                 |

### Mundo infierno IV
| N.º               | Título original                                                                                                | Guionista   | Letra            | Portadista      | Colorista       | Entintado       | Dibujante       |
| ----------------- | --- | ----------- | ---------------- | --------------- | --------------- | --------------- | --------------- |
| #16 Abril de 2003 | Hellworld IV (enlace roto disponible en Internet Archive; véase el historial, la primera versión y la última). | Steve Niles | Jimmy Betancourt | Ben Templesmith | Ben Templesmith | Ben Templesmith | Ben Templesmith |
| Resumen:          | |             |                  |                 |                 |                 |                 |

### Equipo creativo
- (en inglés) Ashley Wood
- (en inglés) Brian Michael Bendis
- (en inglés) Steve Niles
- (en inglés) Ben Templesmith

- Datos: Q5227924